# Micro-région de Záhony
La micro-région de Záhony (en hongrois : záhonyi kistérség) est une micro-région statistique hongroise rassemblant plusieurs localités autour de Záhony.